# Comma Johanneum

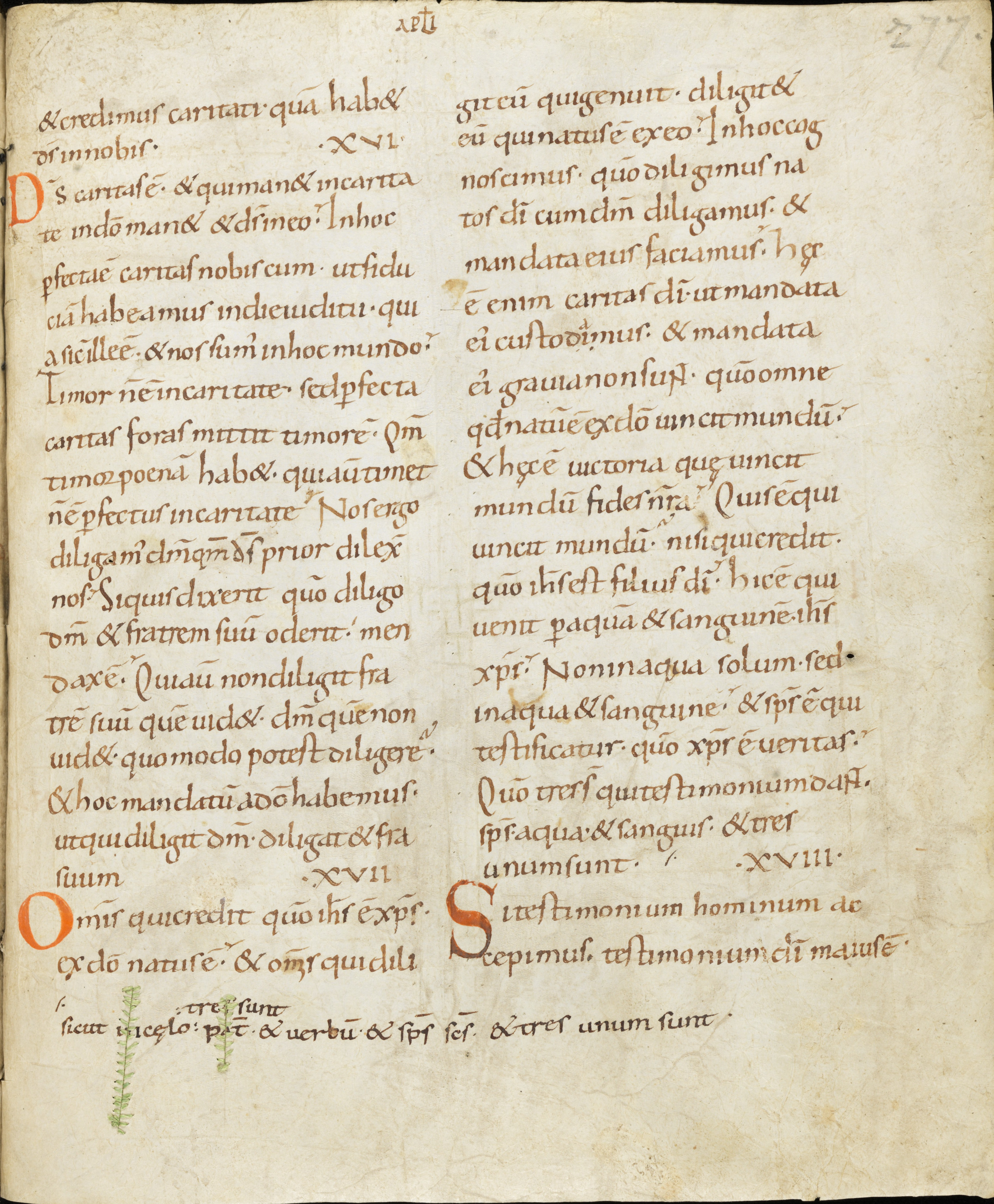
Het Comma Johanneum in de ondermarge van pagina 277 van de Codex Sangallensis 63, 8e eeuw. Latijnse tekst:
sicut in cęlo tres sunt pat[er] et verbu[m] et sp[iritu]s s[an]c[tu]s et tres unum sunt.
Vertaling: "zoals er in de hemel drie zijn: de vader en het woord en de heilige geest en de drie zijn een."

Het Comma Johanneum is een korte zin ("Comma") die in de meeste vertalingen van de Eerste brief van Johannes tussen 1522 en de tweede helft van de negentiende eeuw te vinden is, omdat de zin voorkomt in de veel gebruikte Textus Receptus (TR). In vertalingen die het zinnetje bevatten, zoals de Statenvertaling luidt 1 Johannes 5:7-8 als volgt: (het Comma is vet gedrukt:)
7 Want Drie zijn er, Die getuigen in den hemel,
de Vader, het Woord en de Heilige Geest; en deze Drie zijn Een.
8 En drie zijn er, die getuigen op de aarde,
de Geest, en het water, en het bloed; en die drie zijn tot een.
Het resultaat wordt gewoonlijk begrepen als een duidelijke verwijzing naar de Drie-eenheid van Vader, Zoon en Geest. De Drie-eenheid zelf komt niet als zodanig voor in de Bijbel.
De tekst komt in de oudste Griekse handschriften niet voor. Ook wordt hij door de vroege Kerkvaders niet geciteerd, wanneer ze dit gedeelte van de Johannesbrief aanhalen.
Kennelijk is het vers ergens tijdens de Middeleeuwen tussen de Latijnse tekst van het Nieuwe Testament geraakt, misschien eerst als glos in de kantlijn en daarna bij het kopiëren in de tekst opgenomen.
Moderne Bijbelvertalingen laten het Comma weg, plaatsen het in een voetnoot of zetten het tussen haakjes, zie ook verder.

## Geschiedenis
Erasmus nam het zinnetje niet op in de eerste editie van zijn Griekse Nieuwe Testament, maar er stak een storm van protest op. Men meende dat de weglating het dogma van de Drie-eenheid zou bedreigen, ook al was dit dogma al honderden jaren voor het ontstaan van dit vers geaccepteerd. Onder deze druk zette Erasmus het vers vanaf de derde druk weer in de Johannesbrief, zodat het ook in de Textus Receptus werd afgedrukt.

### Oorsprong

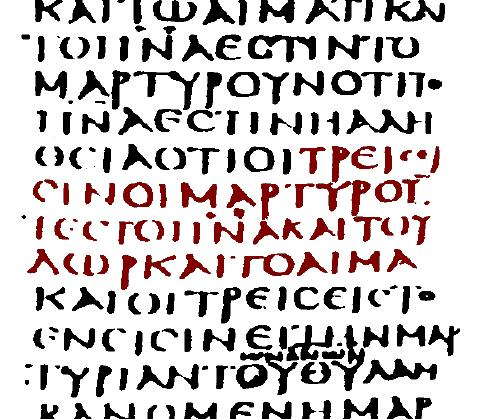
Codex Sinaiticus met 1 Johannes 5:7–9. Het Comma Johanneum ontbreekt. De paarse tekst luidt: Er zijn drie getuigen, de Geest, het water en het bloed

Enkele vroege bronnen, waarvan je zou verwachten dat ze het Comma Johanneum zouden citeren, doen dat niet. Clemens van Alexandrië (ca. 200) citeert I Johannes 5:8, maar noemt daarbij het Comma niet. Tertullianus bestrijdt rond het jaar 210 in zijn geschrift Tegen Praxeas de theorie van het modalisme door Johannes 10:30 te citeren, maar zou aan het Comma meer steun hebben kunnen ontlenen. De geschriften van Hiëronymus in de vierde eeuw geven geen aanknopingspunten dat hij het Comma kende.
De Codex Fuldensis, een afschrift van de Vulgaat dat rond 546 vervaardigd is, bevat een tekst van Hiëronymus, zijn Voorwoord tot de canonieke Evangeliën, dat lijkt te zinspelen op het Comma. Maar het Comma ontbreekt in de codex in de tekst van 1 Johannes, wat velen ertoe gebracht heeft te denken dat deze zinspeling in het voorwoord onecht is.
De vroegste mogelijke verwijzing naar het Comma vinden we bij de derde-eeuwse Kerkvader Cyprianus (stierf in 258), die in verhandeling I paragraaf 6 Johannes 10:30 aanhaalt tegenover ketters die de Drie-eenheid ontkenden en eraan toevoegde "Ook staat er geschreven over de Vader, de Zoon en de Heilige Geest, en deze zijn één." Daniel B. Wallace merkt op, dat, ook al lijkt Cyprianus I Johannes te gebruiken voor zijn betoog voor de Drie-eenheid, hij er alleen maar op zinspeelt dat er geschreven is over drie getuigen, en het niet als bewijstekst citeert. Zelfs al zijn sommigen van mening dat Cyprianus op deze passage zinspeelde, dan blijft het een feit dat theologen als Athanasius van Alexandrië, Sabellius en Origenes de passage niet citeren of er naar verwijzen.
Het eerste citaat van het Comma Johanneum als behorende tot de tekst van de brief blijkt te vinden in de vierde-eeuwse Latijnse preek Liber Apologeticus, die waarschijnlijk geschreven is door Priscillianus van Ávila (stierf 385), of diens volgeling Bisschop Instantius.
Wallace merkt op dat de glos kennelijk is ontstaan toen men in de oorspronkelijke passage de Drie-eenheid gesymboliseerd ging zien (doordat er sprake is van drie getuigen: de Geest, het water en het bloed). Misschien is deze interpretatie er aanvankelijk in de kantlijn bijgeschreven en zo later in de tekst beland.
Rond 800 was dit deel van de preek in kopieën van de Vulgaat opgenomen. Vervolgens werd deze Latijnse tekst terugvertaald in het Grieks; hoewel slechts acht van de duizenden Griekse handschriften die we kennen het Comma hebben.
Het oudst bekende handschrift, waar dit mee gebeurde, blijkt een toevoeging te zijn aan een 10e-eeuws handschrift, dat zich in de Bodleian Library bevindt. Wanneer het is toegevoegd weten we niet. Het Comma wordt hier als variant, als alternatief voor de tekst, gegeven. De overige zeven bronnen dateren uit de zestiende eeuw of later, en bij vier van deze zeven is het er in de kantlijn van het manuscript bijgeschreven. In een manuscript ontbreekt de zin "en deze drie zijn een".
Geen enkel Syrisch handschrift bevat het Comma. Gedrukte Syrische bijbels hebben het soms wel, dan is het terugvertaald uit de Latijnse Vulgaat. Ook Koptische en Ethiopische handschriften hebben het Comma niet. Slechts twee oud-Latijnse handschriften ondersteunen deze lezing van de Textus Receptus, namelijk de Codex Monacensis (6e of 7e eeuw) en het Speculum, een 8e- of 9e-eeuwse verzameling citaten uit het Nieuwe Testament.
In de 6e eeuw wordt Fulgentius van Ruspe aangehaald als getuige voor het Comma. Hij is net als Cyprianus een vader van de Noord-Afrikaanse kerk. In zijn Responsio contra Arianos (Antwoord aan de arianen) verwijst hij naar de opmerking van Cyprianus. Het arianisme, dat de Drie-eenheid ontkende, was in Noord-Afrika bijzonder sterk.
De meest uitgesproken schrijver uit dit gebied, Augustinus van Hippo, zwijgt echter over het Comma.

## Erasmus en deTextus Receptus

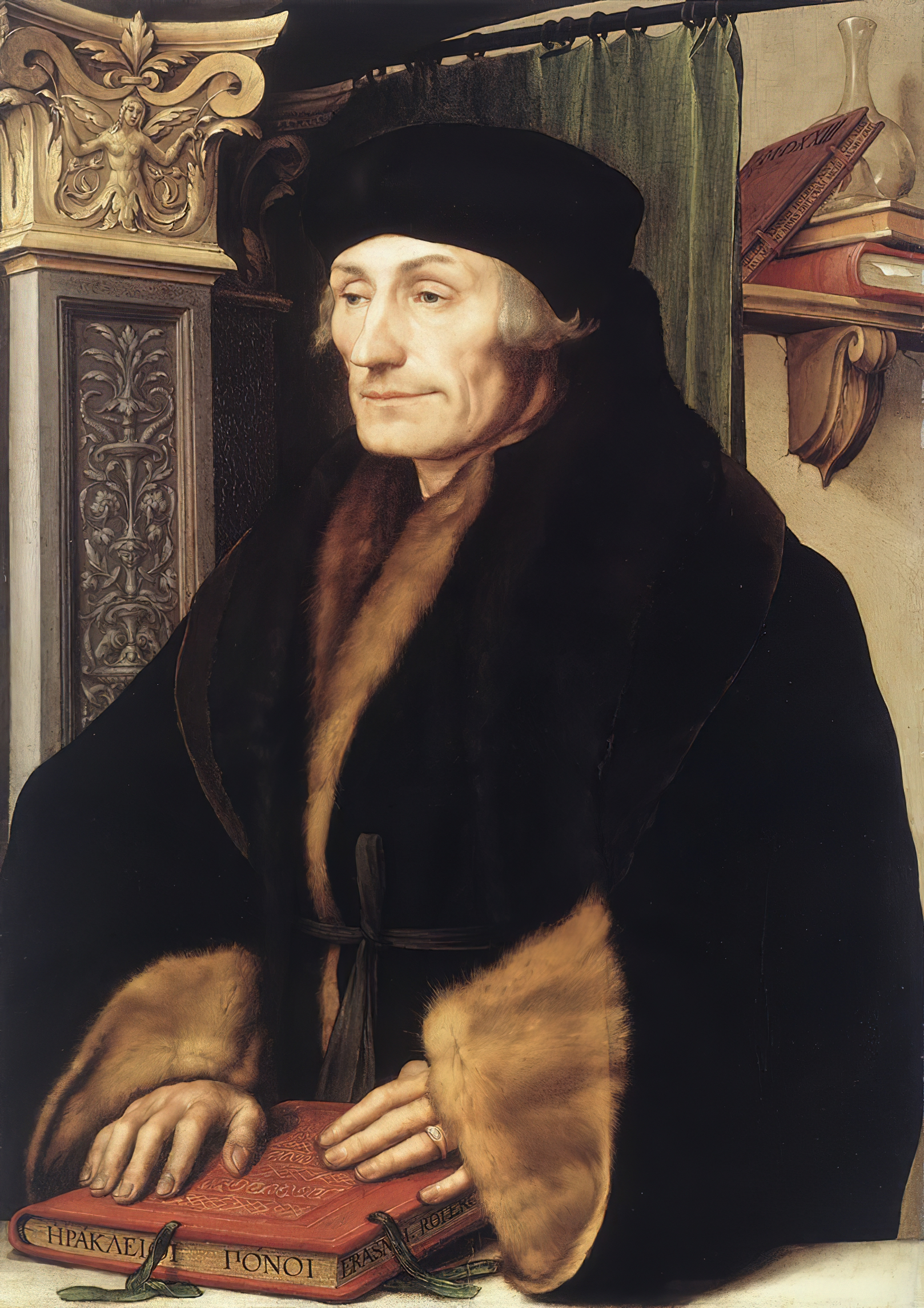
Desiderius Erasmus in 1523

De humanist Erasmus speelt een belangrijke rol in de 16e-eeuwse geschiedenis van het Comma Johanneum. Erasmus had jarenlang gewerkt aan twee projecten: een verzameling Griekse teksten en een nieuwe Latijnse vertaling van het Nieuwe Testament. In 1512 begon hij te werken aan de Vulgaat. Hij verzamelde daartoe zo veel mogelijk Vulgaathandschriften, om een kritische uitgave voor te bereiden en verbeterde het Latijn. Bovendien besloot hij een uitgave van het Griekse Nieuwe Testament voor te bereiden.
Dit werd uitgegeven door Froben in Bazel in 1516 en werd de eerste uitgave van het Griekse Nieuwe Testament, Novum Instrumentum omne, diligenter ab Erasmo Rot. Recognitum et Emendatum. De tweede editie gebruikte de gebruikelijker term Testamentum in plaats van Instrumentum, en werd een belangrijke bron voor de Duitse vertaling van Maarten Luther.
In de haast maakte Erasmus nogal wat fouten. Hij kon geen manuscript vinden met het gehele Nieuwe Testament, dus stelde hij dat samen uit meerdere bronnen. Nadat hij datgene wat hij had kunnen vinden met elkaar vergeleken had, schreef hij zijn correcties tussen de regels en zond de documenten naar Froben. Naar zijn eigen zeggen was het werk meer lukraak neergegooid dan geredigeerd. ("prœcipitatum fuit verius quam editum"). In de tweede editie, 1519, had hij veel, maar niet alle fouten verbeterd. Het Comma ontbreekt tot de derde druk uit 1522.

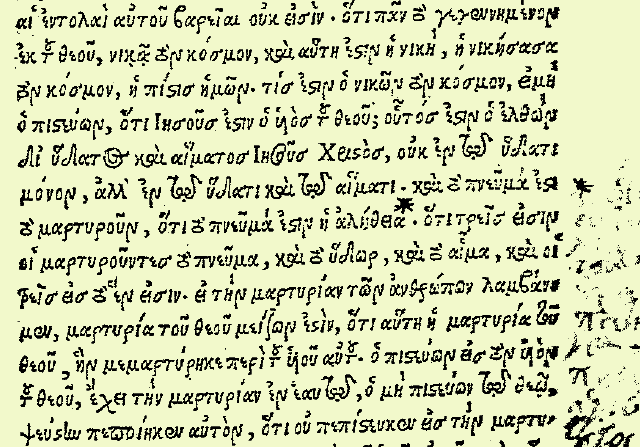
Grieks Nieuw Testament, gedrukt in 1524, waarin het Comma Johanneum ontbreekt

Erasmus werd na de eerste twee drukken fors bekritiseerd door Lopez de Zúñiga, een van de uitgevers van de Complutensia editie van het Nieuwe Testament, en door de Brit Edward Lee. Erasmus antwoordde dat het Comma in geen enkel van de Griekse handschriften die hij gevonden had, voorkwam. Hierop beschuldigde Edward Lee hem van arianisme, niet ongevaarlijk toen. Erasmus protesteerde. De bewering dat Erasmus toen beloofd zou hebben dat hij het Comma zou toevoegen als hij het ook maar in een enkel Grieks handschrift zou aantreffen, werd zelfs door een uitnemende autoriteit als Bruce Metzger herhaald, schijnt echter een onbewezen verhaal te zijn dat pas in de 19e eeuw opdook.
In deze periode kreeg Erasmus de Britse Codex Montfortianus in handen, die nu in Dublin wordt bewaard.
Het handschrift is na 1516 (het papier dateert van 1495 tot 1516) vervaardigd door een franciscaan. Men heeft ook de twee Griekse handschriften achterhaald die als origineel fungeerden, en geen van beide bevat het Comma. Dit is dus uit het Latijn in het Grieks vertaald, wat Erasmus al dacht.
Erasmus nam het Comma op in de nieuwere editie van 1522, met een lange voetnoot, waarin hij stelt dat de Britse Codex is aangepast aan de Latijnse overlevering. Dit was de beste manier om niet van ketterij beschuldigd te worden.
In 1522 verschijnt de Complutensische polyglotbijbel, project van Erasmus' bovengenoemde tegenstander. De uitgave bevat het Comma, maar Zuñiga kan, daartoe uitgedaagd door Erasmus, geen Grieks handschrift presenteren waar dit vandaan zou komen.
Opvallend is dat het Comma ontbreekt in de oudste edities van de Lutherbijbel. Maarten Luther maakte bij zijn vertaalwerk namelijk gebruik van de tweede uitgave van Erasmus' Textus Receptus uit 1519. Aan het einde van de 16de eeuw werd het Comma echter door Lutherse theologen ingevoegd.

### Na Erasmus
De naam Textus Receptus verwijst in het algemeen naar een van de latere versies van het werk van Erasmus of naar de versies die daarop teruggaan.
Eigenlijk gaan tot de 19e eeuw alle protestantse vertalingen terug op deze Textus Receptus en daarmee op de laatste editie van Erasmus, dus op een paar slechte handschriften.
Isaac Newton (1643–1727), schreef behalve over wis- en natuurkunde, ook over de Bijbel. Hij veronderstelde dat het in de vijfde eeuw al dan niet opzettelijk in de Latijnse tekst was gevoegd.
In de eeuwen na de Textus Receptus werd het Comma aanvankelijk breed geaccepteerd, maar nu wordt het bijna door allen verworpen. In 1808 worden de redenen hiervoor als volgt opgesomd in het voorwoord van een nieuwe Bijbelvertaling:
- 1. Er is geen Grieks handschrift met deze tekst van voor 1500;
- 2. Het oudste Latijnse handschrift met deze tekst dateert uit de negende eeuw;
- 3. De oude vertalingen kennen de tekst niet;
- 4. De oude Griekse schrijvers citeren het vers niet, al hebben ze de woorden voor en na het vers geciteerd om de leer van de Drie-eenheid te verdedigen;
- 5. De vroege Latijnse vaders citeren het niet, ook niet als het vers een argument zou zijn in hun discussie.
- 6. Het wordt voor het eerst geciteerd door Vigilius Tapsensis, een Latijnse schrijver met weinig gezag, aan het eind van de vijfde eeuw, die zelf vermoedt dat het een vervalsing is.
- 7. Na de reformatie ging men er dikwijls van uit dat het niet oorspronkelijk was: de eerste twee drukken van Erasmus, de edities van Aldus, Colinaus, Zwinglius, en Griesbach.
- 8. Luther liet het weg uit zijn Duitse vertaling. In de oude Engelse bijbels van Hendrik VIII, Edward VI en Elizabeth werd het met kleine letters of tussen haakjes gedrukt; het is onbekend op wiens gezag de tekst tussen 1566 en 1580 een onderdeel van de Bijbeltekst werd.[17]

De Rooms-Katholieke Kerk hield aanvankelijk vast aan het Comma.
In 1546 definieerde het Concilie van Trente de Bijbelse canon als alle boeken in hun geheel die deel uitmaken van de Vulgaat, en dat hield acceptatie in van het Comma. Maar al bevatte de herziene Vulgaat het Comma, de oudste handschriften hadden het niet, zodat de betekenis van het Comma Johanneum onduidelijk was. Op 13 januari 1897, besloot de Congregatie voor de Geloofsleer dat katholieke theologen de echtheid van het Comma in twijfel mochten trekken of ontkennen. Twee dagen daarna keurde paus Leo XIII deze beslissing goed, zij het niet in forma specifica, dat wil zeggen dat hij niet al zijn pauselijk gezag in de zaak investeerde, maar het overliet aan de gewone autoriteit van het heilig officie. Dertig jaar later, 2 juni 1927, besliste paus Pius XI dat het Comma Johanneum ter discussie stond. De nieuwe uitgave van de Vulgaat in 1979, na het Tweede Vaticaans Concilie heeft het vers weggelaten.

## Moderne visie

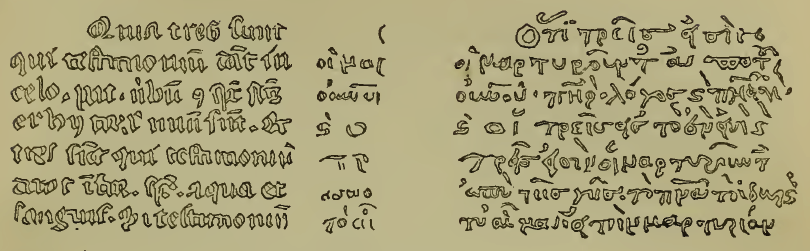
Comma in Codex Ottobonianus (629 Gregory-Aland)

De meeste christelijke kerkgenootschappen belijden tegenwoordig het geloof in de Drie-eenheid en baseren dit op de oude geloofsbelijdenissen: de apostolische geloofsbelijdenis, de geloofsbelijdenis van Nicea en de geloofsbelijdenis van Athanasius of menen hiervoor voldoende ander bewijs uit de Bijbel te hebben. Ook al vinden ze dat het Comma tekstueel niet bij de eerste Johannesbrief hoort, vinden ze wel dat het in harmonie zou zijn met hun theologie, maar voelen ze zich er niet van afhankelijk van.
Langs de andere kant zouden niet-trinitariërs in deze tekst, indien deze werkelijk een authentiek deel van de Heilige Schrift zou zijn, geen deugdelijk bewijs voor de Drie-eenheid zien, aangezien ook de geest, het water, en het bloed geen aardse drie-eenheid vormen. De tekst handelt niet over de wezenseenheid maar om de eensluidendheid van het getuigenis.

### Moderne vertalingen
Moderne Bijbelvertalingen geven het vers tussen haken (Nederlands Bijbelgenootschap (NBG) 1951), in een voetnoot (Nieuwe Bijbelvertaling (NBV) 2004) of laten het weg (Groot Nieuws Bijbel (GNB) 1981, 1998; Willibrordvertaling 1978 (WV78) en 1995 (WV95)).
De officiële Latijnse Bijbeltekst van de Rooms-Katholieke Kerk, een herziening van de Vulgaat, laat het eveneens weg.
De Herziene Statenvertaling (HSV 2010) houdt echter vast aan de Textus Receptus en drukt het vers zonder meer af.

## Handschriften

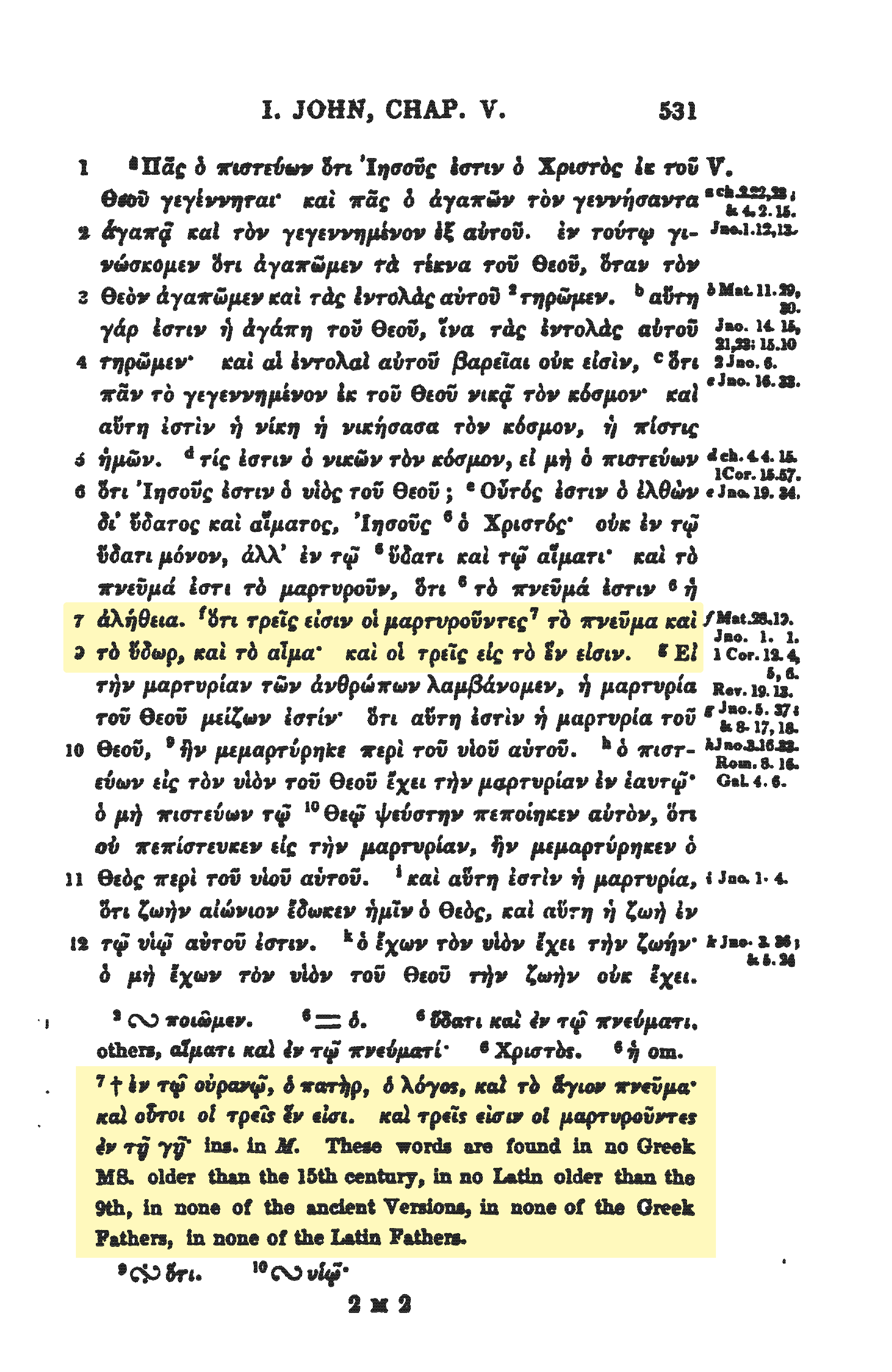
Johann Jakob Griesbachs kritische editie van het Nieuwe Testament legt in een voetnoot uit, waarom de tekst van het Comma Johanneum niet in de uitgave voorkomt.

Zowel Novum Testamentum Graece (NA27) als the Greek New Testament (GNT)=(UBS4) verstrekken drie varianten. We volgen hier de nummering van GNT die de eerste variant haar voorkeur geeft als "A". Dit betekent dat deze variant vrijwel zeker de oorspronkelijke tekst vormt. De tweede variant is een langere Griekse versie die slechts in vier handschriften wordt aangetroffen, in de kantlijn van drie andere, en soms in minderheidslezingen van de lectionaria. De derde variant wordt alleen in het Latijn aangetroffen, in een groep Vulgaathandschriften en in drie citaten van vroege schrijvers. De andere twee Vulgaattradities laten het Comma weg, evenals meer dan twaalf Kerkvaders die de tekst voor en na het Comma citeren, maar het Comma zelf niet. Het Comma wordt beschouwd als een Glos,
1. Geen Comma. μαρτυροῦντες, τὸ πνεῦμα καὶ τὸ ὕδωρ καὶ τὸ αἷμα. [... die getuigen: de geest en het water en het bloed.] Selectie bewijs: Codex Sinaiticus, Codex Alexandrinus, Codex Vaticanus, en andere codices; Unciaal 048, 049, 056, 0142; Minuskels Minuskel 33, 81, 88, 104, en andere minuskels; de Byzantijnse tekst; de meerderheid van de lectionaria, met name het menologion van Lectionarium 598; de Oud Latijnse vertaling, de codices Vercellensis IV en Schlettstadtensis VII/VIII, Vulgaat (John Wordsworth en Henry Julian White-editie en de Stuttgart-editie), de Syrische, Koptische (zowel de Sahidische als de Bohairische), en andere vertalingen; Irenaeus (stierf 202), Clemens van Alexandrië (stierf 215), Tertullianus (stierf 220), Hippolytus van Rome (stierf 235), Origenes (stierf 254), Cyprianus (stierf 258), en andere Kerkvaders.
2. Het Comma in het Grieks. Als enig niet-lectionarium: Minuskel 61 (Codex Montfortianus), ca. 1520, Minuskel 629 (Codex Ottobonianus, Latijn en Grieks, 14/15e eeuw), 918 (16e eeuw), 2318 (18e eeuw).
3. Het Comma in de kantlijn van het Grieks Minuskel 88 (Codex Regis, 11e eeuw; aantekeningen in de kantlijn uit de 16e eeuw), Minuskel 221 (10e eeuw, aantekeningen in de kantlijn uit de 15e/16e eeuw), Minuskel 429 (14e eeuw: aantekeningen in de kantlijn uit de 16e eeuw), Minuskel 636 (16e eeuw); sommige minderheidsvarianten in lectionaria.
4. Het Comma in het Latijn. testimonium dicunt [of dant] in terra, spiritus [of: spiritus et] aqua et sanguis, et hi tres unum sunt in Christo Iesu. 8 et tres sunt, qui testimonium dicunt in caelo, pater verbum et spiritus. [... getuigen op aarde, de Geest, het water en het bloed, en deze drie zijn een in Christus Jezus. 8 En de drie, die getuigen in de hemel, zijn de Vader en het Woord en de Geest.] (Clementijnse editie van de Vulgaat). Als tekstuele getuigen uit de vroeg-christelijke periode worden slechts genoemd: Pseudo Augustinus, Speculum Peccatoris (V), en ook, met een kleine variant: Priscillianus, (stierf 385), Liber Apologeticus en Fulgentius of Ruspe, (stierf 527), Responsio contra Arianos.

Het geleidelijke verschijnen van het Comma in de handschriften:
| Latijnse handschriften | Latijnse handschriften                               | Latijnse handschriften | Latijnse handschriften |
| Datering               | Naam                                                 | Plaats                 | Overig                 |
| ---------------------- | ---------------------------------------------------- | ---------------------- | ---------------------- |
| 7e eeuw                | Palimpsest                                           | Leon Cathedral         | Spaans                 |
| 7e eeuw                | Fragment van Freisling                               |                        | Spaans                 |
| 9e eeuw                | Codex Cavensis                                       |                        | Spaans                 |
| 927 A.D.               | Codex Complutensis I                                 |                        | Spaans                 |
| 10e eeuw               | Codex Toletanus                                      |                        | Spaans                 |
| 8e-9e eeuw             | Codex Theodulphianus                                 | Parijs (BnF)           | Frans-Spaans           |
| 8e-9e eeuw             | Sommige handschriften van de Sangallense bibliotheek |                        | Frans-Spaans           |

| Griekse handschriften | Griekse handschriften | Griekse handschriften                      | Griekse handschriften          | Griekse handschriften |
| Datering              | Manuscript No.        | Naam                                       | Plaats                         | Overig |
| --------------------- | --------------------- | ------------------------------------------ | ------------------------------ | --- |
| 14e-15e eeuw          | Minuskel 629          | Codex Ottobonianus                         | Biblioteca Apostolica Vaticana | Oorspronkelijk Latijnse en Griekse tekst naast elkaar met Griekse tekst herzien volgens het Latijn. Comma vertaald vanuit het Latijn naar het Grieks. |
| ca. 1520              | Minuskel 61           | Codex Montfortianus                        | Dublin                         | Oorspronkelijk Heilige Geest in plaats van Geest. Lidwoorden ontbreken voor de drie getuigen (geest, water, bloed).                                   |
| 16e eeuw              | 918                   |                                            | Escorial (Spanje)              | Origineel. |
| 16e eeuw              | Minuskel 110          | Codex Ravianus (ook genoemd: Berolinensis) | Napels                         | Origineel. |
| 18e eeuw              | Minuskel 2318         |                                            | Boekarest                      | Origineel. Vermoedelijk beïnvloed door de Clementijnse Vulgaat.                                                                                       |
| 10e eeuw              | Minuskel 221          |                                            | Oxford                         | Aantekening in de kantlijn: 15e of 16e eeuw. |
| 11e eeuw              | Minuskel 88           | Codex Regis                                | Napels                         | Glos in de kantlijn: 16e eeuw |
| 11e eeuw              | Minuskel 177          | BSB Cod. graec. 211                        | München                        | Glos kantlijn: late 16e eeuw |
| 14e eeuw              | Minuskel 29           | Codex Wolfenbüttel                         | Wolfenbüttel (Duitsland)       | glos in de kantlijn: 16e eeuw |
| 16e eeuw              | Minuskel 636          |                                            | Napels                         | Glos in de kantlijn: 16e eeuw. |
| 11e eeuw              | Minuskel 635          |                                            | Napels                         | Glos in de kantlijn: 17e eeuw. |